# Ķengarags
Ķengarags är en stadsdel i Riga. Det ligger i den södra delen av staden och gränsar till floden Daugava i väster.